# I diari di Heinrich Himmler
I diari di Heinrich Himmler sono una raccolta di documenti appartenenti alla Hoover Institution presso la Stanford University. Alcuni sono stati digitalizzati per la prima volta nel 2017, tra cui due album fotografici contenenti le foto dei viaggi di Himmler in Germania e nella Polonia occupata. La maggior parte è conservata presso la Stanford University; alcuni documenti sono stati scoperti a Tel Aviv nel 2014.

## Descrizione
Nel 1959 gli archivi nazionali misero insieme una raccolta di microfilm sul dominio nazista in Germania e in Europa. I documenti originali, raccolti dalle forze alleate, furono divisi tra Stati Uniti, Francia e Gran Bretagna. La Hoover Institution fu tra i depositari di essi. Il fondo è costituito da carteggi, telegrammi, cablogrammi, memorandum e altri documenti.

## I primi diari
I primi diari furono trovati nella villa di Himmler a Gmünd da un soldato che li vendette a un funzionario dell'intelligence americana in Baviera. Secondo la governante di Himmler, gli unici sopravvissuti sarebbero stati sei diari; successivamente fu trovato un altro diario delle vacanze di Himmler (1910-1913) insieme alle riviste ufficiali degli anni '30 e '40.
I diari finirono nelle mani degli statunitensi a Berlino. Tra i documenti furono rinvenuti anche lettere, atti del partito e altri materiali vari. I sei diari insieme ai microfilm furono consegnati alla Hoover Institution, che ne accertò l'autenticità, e infine acquisiti dalla curatrice Agnes Discher Peterson per la Hoover Institution.

### 1914-1916
Nel 1914 Himmler aveva 14 anni e in questi diari registrò il suo interesse per gli sviluppi militari della prima guerra mondiale, annotò le registrazioni dei bollettini ufficiali dell'esercito e le informazioni del Münchner Neueste Nachrichten. Si iscrisse all'università dopo essersi ammalato; durante questo periodo lesse scritti di Friedrich Wichtl in aperta polemica contro i massoni, in cui questi incolpava i massoni per l'esito della prima guerra mondiale, sostenendo una forte influenza ebraica all'interno della massoneria. Himmler annotò a tal proposito nel suo diario: "Un libro che fa luce su tutto e ci dice chi dobbiamo combattere per primi", ma non specificò se intendeva gli ebrei o i massoni. Sono presenti meno annotazioni negli ultimi mesi del 1914 e pochissime tra il settembre 1915 e il 14 giugno 1916, mentre mancano del tutto durante il periodo della rivoluzione tedesca del 1918-1919 nella Repubblica Bavarese dei Consigli.

### 1919
Le annotazioni riprendono nell'agosto 1919. Riguardano le sue faccende in una fattoria a Ingolstadt (afferma il suo desiderio di diventare contadino). La prima menzione riguardo agli ebrei risale al 15 dicembre 1919, durante il suo primo semestre all'università, scritta dopo che si unì alla Lega di Apollo:
L'autore Max Wallace dice: "Dall'annotazione non è chiaro come il tema degli ebrei influisca sulla sua fede". Peter Longerich afferma che le organizzazioni studentesche cattoliche furono riluttanti a unirsi agli studenti radicali e antisemiti, organizzazioni che cercarono fin dalla fine della prima guerra mondiale di imporre i criteri etnici per l'identità tedesca così da escludere gli studenti ebrei. Ci fu ostilità verso gli ebrei anche nelle organizzazioni cattoliche, ma per motivi religiosi e non razziali.
In altre annotazioni afferma l'intenzione di trasferirsi in Europa orientale dopo la guerra civile russa, per questo iniziò a studiare il russo la sera.

### 1920
Le annotazioni continuano fino al 2 febbraio 1920, quando Himmler andò a Monaco per studiare agronomia. Nel suo diario registrò le attività del tempo libero e il suo amore per il cibo: "Bevuto caffè e mangiato una torta meravigliosa" o "Mangiato panini e golosità". Organizzò anche qualche festa a casa di frau Loritz. In una pagina ne descrisse una:
Non ci sono voci nel periodo tra febbraio 1920 e novembre 1921.

### 1921-1924
Nel 1921 Himmler abbandonò l'intenzione di andare in Russia e valutò la possibilità di trasferirsi in Turchia. In questo periodo riempie il diario principalmente di dettagli della sua vita nella confraternita e dei duelli di scherma. Il 26 gennaio 1922 descrive un incontro a cui partecipò con Ernst Röhm in una taverna a Monaco:
Non annotò nulla tra il 6 luglio 1922 e l'11 febbraio 1924, periodo in cui conseguì il diploma di agrario. Tra l'11 e il 25 febbraio 1924 scrive di aver partecipato al putsch di Monaco insieme al fratello maggiore Gebhard.
La letteratura antisemita ebbe un ruolo fondamentale a partire dal 1923. In un'annotazione critica un libro sulla cultura criminale tedesca e afferma che l'autore era "qualcuno frequentato da ebrei, o comunque non odiava gli ebrei [...]" Nel 1924 legge In the Power of Dark Forces, un trattato cospirazionista, e, pur sconfessando la generale "paranoia" dell'autore, concorda con l'affermazione "Descrizione del sistema ebraico che è progettato per condannare le persone a una morte morale. È concepibile che ci sia un complesso di persecuzione coinvolto in tutto questo in una certa misura. Ma il sistema esiste senza dubbio e gli ebrei lo gestiscono".
Il 15 febbraio 1924 dice di aver incontrato Ernst Röhm nella prigione di Stadelheim dopo il fallito putsch:
Il nome di Hitler compare per la prima volta nel 19 febbraio 1924.

## I diari di guerra
I diari di guerra di Himmler furono trovati in Russia nel 2013 in un archivio del ministero della Difesa a Podolsk. Scritti dagli assistenti di Himmler, contengono il suo programma giornaliero del 1937 e del 1938, l'anno della Notte dei cristalli, e anche degli anni critici 1943-1944. I diari furono confiscati dall'Armata Rossa dopo la guerra insieme ad altri documenti sequestrati nelle installazioni militari tedesche intorno a Berlino. Nel 1990 è stato ritrovato il diario del periodo 1941-1942.

### Contenuto

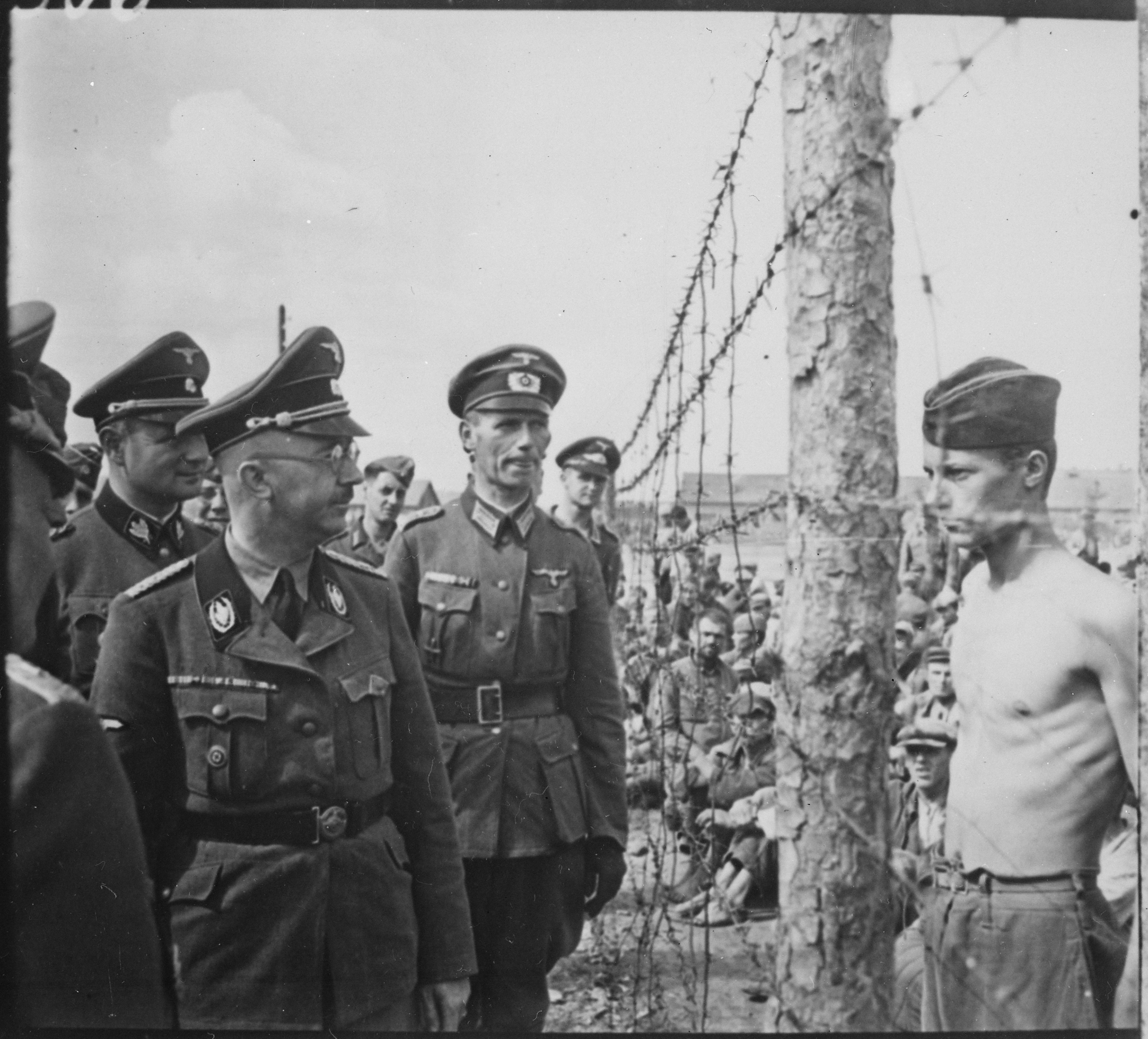
Heinrich Himmler ispezionando i prigionieri di guerra in Russia durante la Seconda Guerra Mondiale

I diari mostrano il contrasto tra la banale vita quotidiana di Himmler, come pranzare e telefonare alla famiglia, con gli eventi storici in cui fu coinvolto, ad esempio, quando ordinò l'invio di nuovi cani ad Auschwitz o visitò il sonderkommando presente a Majdanek.
Un'annotazione riporta: "21:00-22:00: ordina l'esecuzione di tutti e dieci gli ufficiali e l'invio delle loro famiglie nei campi di concentramento prima di andare a letto" dopo che alcuni agenti di polizia in Polonia si rifiutarono di collaborare con i nazisti.
Il 12 febbraio 1943 fornisce i dettagli di un viaggio a Lublino: mangia in hotel e si reca nella città di Chełm per la visita al sonderkommando, formato dai prigionieri con il compito di smaltire i corpi nelle camere a gas. Durante la visita a Himmler fu dimostrata l'efficienza dei gaswagen del campo. Anche se per il giorno della visita di Himmler non era stato programmato alcun trasporto di prigionieri, per la dimostrazione furono portate quattrocento giovani donne e ragazze ebree dal ghetto di Lublino. Ada Lichtman, una delle poche sopravvissute di quel campo, ricorda: "Ci fu un enorme banchetto in suo onore. Dovevo decorare i tavoli".
Il 4 ottobre il primo dei discorsi di Posen è registrato semplicemente come "17:30: discorso agli ufficiali delle SS". Questo discorso, in cui Himmler definisce la missione delle SS come "lo sterminio della razza ebraica", è considerato la sua dichiarazione pubblica più esplicita a proposito dell'Olocausto.
Il giorno dell'operazione Valchiria registra l'incontro con Hitler alla cosiddetta Tana del Lupo alle 13:45 e il successivo pranzo con Wilhelm Keitel. Quella sera Himmler torna a Berlino e ordina l'esecuzione di Claus von Stauffenberg e di altri tre cospiratori arrestati quel giorno. Nelle prime ore del mattino seguente, alle 4:08, vieta l'uso della parola "valchiria" nelle terre tedesche.
Vengono descritti anche i suoi pasti quotidiani. Un pranzo a Dachau il 9 marzo 1943 è definito "amichevole". Durante una visita a Buchenwald il diario riporta che Himmler "ha fatto uno spuntino al caffè del casinò delle SS".
Secondo le annotazioni, tra gli hobby di Himmler c'erano l'osservazione delle stelle, le saune e i giochi di carte.

#### Significato
Gli storici riconoscono ai diari "un significato storico tremendamente eccezionale". A livello di significato, sono paragonabili a quelli di Joseph Goebbels, l'unico altro importante leader del partito nazista ad aver tenuto un diario altrettanto dettagliato.